# Martin Millar
Martin Millar (Glasgow, 1956) è uno scrittore scozzese.
Ha scritto romanzi, racconti, sceneggiature e graphic novel. Ha inoltre realizzato l'adattamento in romanzo del film Tank Girl ed è anche l'autore di una serie di romanzi incentrati sulla figura dell'investigatore Thraxas, pubblicati sotto lo pseudonimo di Martin Scott.
Nelle sue opere, che sfuggono a una rigida definizione di genere, elementi magici e forze soprannaturali si fondono in modo caotico e scanzonato con il mondo reale, dando così vita a una realtà costellata di personaggi che si muovono in una sorta di sovrapposizione di dimensioni diverse. Molte delle sue storie sono ambientate a Brixton, quartiere londinese in cui l'autore ha vissuto per un periodo, e sono almeno in parte autobiografiche: in Love and Peace with Melody Paradise ed in Io, Suzy e i Led Zeppelin Millar stesso appare come personaggio.
Nel 2000 ha ricevuto il World Fantasy Award nella categoria "miglior racconto".

## Opere

### Romanzi
- Latte, solfato e Alby Starvation (Milk, Sulphate and Alby Starvation, 1987)
- Lux the Poet (1988)
- Ruby & The Stone Age Diet (1989)
- Fate a New York (The Good Fairies of New York, 1992)
- Sogni di sesso e stage diving (Dreams of Sex and Stage Diving, 1994)
- Love and Peace with Melody Paradise (1998)
- Io, Suzy e i Led Zeppelin (Suzy, Led Zeppelin and Me, 2002)
- Ragazze lupo  (Lonely Werewolf Girl, 2007)
- Vex e Kalix. La maledizione delle ragazze lupo  (Curse of the wolf girl, 2010)
- The Anxiety of Kalix the Werewolf (2013)
- Supercute Futures, ed. Brown Book Group, 2018, ISBN 978-0349-419-34-3.
- La Dea dei Ranuncoli e delle Margherite, Plesio Editore, 2024

### Graphic novels
- Lux and Alby Sign on and Save the Universe (con Simon Fraser) (1999)

### Adattamenti in romanzo di film
- Tank Girl (1994)

### Romanzi pubblicati sotto lo pseudonimo di Martin Scott
- Thraxas (vincitore del World Fantasy Award nel 2000)
- Thraxas and the Warrior Monks
- Thraxas at the Races
- Thraxas and the Elvish Isles
- Thraxas and the Sorcerers
- Thraxas and the Dance of Death
- Thraxas at War
- Thraxas Under Siege